# Und jetzt: Die Muppets!
Und jetzt: Die Muppets! ist eine amerikanische Fernsehserie, die vom Muppets Studio für den Streaming-Dienst Disney+ produziert wird. Unter der Regie von Kirk Thatcher ist die Serie eine Improvisationskomödie, die auf dem Muppets-Franchise von Jim Henson basiert. Die Erstausstrahlung fand am 31. Juli 2020 statt.

## Prämisse
Und jetzt: Die Muppets! ist eine Serie, die aus mehreren verschiedenen Segmenten besteht, die durch eine Rahmenhandlung mit Scooter verbunden werden. Zu den Segmenten gehören eine Spielshow, eine Kochshow und eine Talkshow. Die Serie wurde als "ungeschrieben" vermarktet, aber es werden mehrere Autoren genannt. In der Serie werden zwei neue Figuren eingeführt: Joe das Amtswiesel und Beverly Plume.

## Segmente
| Deutscher Name                        | Original Name                 | Hauptrolle                               | Vorkommen in Staffel 1 | Vorkommen in Staffel 1 | Vorkommen in Staffel 1 | Vorkommen in Staffel 1 | Vorkommen in Staffel 1 | Vorkommen in Staffel 1 |
| Deutscher Name                        | Original Name                 | Hauptrolle                               | 1                      | 2                      | 3                      | 4                      | 5                      | 6                      |
| ------------------------------------- | ----------------------------- | ---------------------------------------- | ---------------------- | ---------------------- | ---------------------- | ---------------------- | ---------------------- | ---------------------- |
| Lifesty(le) mit Miss Piggy            | Lifesty(le) with Miss Piggy   | Miss Piggy, Onkel Tödlich                | x                      | x                      | x                      | x                      | x                      | x                      |
| Økėÿ Døkęÿ Køchen                     | Økėÿ Døkęÿ Køøkïñ             | Der schwedische Koch, Beverly Plume      | x                      | x                      | x                      | x                      |                        | x                      |
| Muppet Masters                        | Muppet Masters                | Walter                                   | x                      |                        |                        |                        | x                      |                        |
| Willkommen bei Und jetzt: Die Muppets | Mup Close and Personal        |                                          | x                      |                        |                        | x                      |                        | x                      |
| Muppet Labs Feldversuch               | Muppet Labs Field Test        | Prof. Dr. Honigtau Bunsenbrenner, Beaker |                        | x                      | x                      | x                      | x                      |                        |
| Pepe's unglaubliche Spielshow         | Pepe's Unbelievable Game Show | Scooter, Pepe die Riesengarnele          |                        | x                      | x                      |                        | x                      |                        |

- Lifesty(le) mit Miss Piggy – Miss Piggy gibt Lifestyle-Tipps mit Unterstützung von Onkel Tödlich, Taye Diggs, Linda Cardellini und verschiedenen anderen Muppets und prominenten Gästen. Das Segment ist in kleinere Abschnitte unterteilt, darunter „Try it with Taye Diggs“, in dem Miss Piggy und Taye Diggs Schönheitsbehandlungen oder exotische Lebensmittel ausprobieren, und „Le Chat Room“, in dem Miss Piggy mit Linda Cardellini und zwei anderen Muppets (von denen einer in der Regel ein zufälliges nicht-anthropomorphes Tier oder ein anthropomorphes lebloses Objekt ist) über das jeweilige Thema diskutiert.
- Økėÿ Døkęÿ Køchen – Der schwedische Koch wird von der Pute Beverly Plume moderiert und tritt gegen berühmte Köche an.
- Muppet Masters – Walter entdeckt die verborgenen Talente der Muppets.
- Willkommen bei Und jetzt: Die Muppets – Jedes Mal versucht ein anderer Muppet, mit einem prominenten Gast ein ausführliches Gespräch zu führen.
- Muppet Labs Feldversuch – Dr. Bunsen-Honigtau und Assistent Beaker führen ihre Experimente in der freien Natur durch. Davor gibt es Sicherheitswarnungen mit Kermit und Joe, dem legalen Wiesel. In einigen der Segmente treten die animierten Muppets als berühmte historische Persönlichkeiten auf.
- Pepe's unglaubliche Spielshow – Scooter hat sich eine lange Liste von Regeln für die Spielshow von Pepe, dem Garnelenkönig, ausgedacht, aber Pepe will sie lieber selbst aufstellen, sehr zum Ärger von Scooter.

## Besetzung
| Rolle                      | Darsteller        | Synchronisation        |
| -------------------------- | ----------------- | ---------------------- |
| Kermit, der Frosch         | Matt Vogel        | Stefan Kaminski        |
| Miss Piggy                 | Eric Jacobson     | Christian Gaul         |
| Gonzo                      | Dave Goelz        | Bernhard Völger        |
| Scooter                    | David Rudman      | Christina Hoeltel      |
| Fozzie Bär                 | Eric Jacobson     | Manuel Straube         |
| Dr. Honigtau Bunsenbrenner | Dave Goelz        | Hans-Georg Panczak     |
| Walter                     | Peter Linz        | Patrick Bach           |
| Beaker                     | David Rudman      | Daniel Schlauch        |
| Beverly Plume              | Julianne Buescher | Bettina Redlich        |
| Miss Poogy                 | David Rudman      | Matti Klemm            |
| Joe das Amtswiesel         | Peter Linz        | Bernd Vollbrecht       |
| Tödlich                    | Matt Vogel        | Pascal Breuer          |
| Pepe                       | Bill Barretta     | Oliver Rohrbeck        |
| Bubba, die Ratte           | Bill Barretta     | Dustin Peters          |
| Sam der Adler              | Eric Jacobson     | Walter von Hauff       |
| Statler                    | Peter Linz        | Thomas Reiner          |
| Waldorf                    | Dave Goelz        | Rainer Gerlach         |
| das Tier                   | Eric Jacobson     | Uli Krohm              |
| Camilla, das Huhn          | N. N.             | Kerstin Julia Dietrich |
| Tacco Maulwurf             | N. N.             | Sven Hussock           |
| Gaststars                  |                   |                        |
| Aubrey Plaza               | Aubrey Plaza      | Maren Rainer           |
| Danny Trejo                | Danny Trejo       | Ekkehardt Belle        |
| Janna Bossier              | Janna Bossier     | Kerstin Julia Dietrich |
| Lieferant                  | Al Madrigal       | Grischa Olbrich        |
| Linda Cardellini           | Linda Cardellini  | Dascha Lehmann         |
| Pizzabote Al               | Al Madrigal       | Arne Hörmann           |
| Seth Rogen                 | Seth Rogen        | Tobias Kluckert        |
| Taye Diggs                 | Taye Diggs        | Dennis Schmidt-Foß     |
| RuPaul                     | RuPaul            | N. N.                  |
| Carlina Will               | Carlina Will      | N. N.                  |
| Roy Choi                   | Roy Choi          | N. N.                  |
| Marina Michelson           | Marina Michelson  | N. N.                  |

## Produktion

### Entwicklung
Am 23. August 2019 kündigte Disney eine ungeschriebene Kurzserie mit den Muppets unter dem Titel Muppets Now an. Am 22. Dezember 2019 sagte Regisseur Kirk Thatcher, dass die Serie sich "drei verschiedenen Arten von Shows" annähern wird. Die Serie wurde ursprünglich als mehrere Kurzfilme gedreht, die einzeln veröffentlicht werden sollten, aber sie wurden zu sechs Episoden mit Rahmenmaterial mit Scooter zusammengefügt.

### Dreharbeiten
Die Produktion von Und jetzt: Die Muppets! begann am 8. Juni 2019 und dauerte etwa sechs Tage. Thatcher fungiert als Regisseur für die Serie.

### Marketing
Am 23. August 2019 wurde bei der offiziellen Ankündigung der Serie auf der D23 Expo ein Werbeteaser mit Kermit dem Frosch und einem Muppet namens Joe das Amtswiesel gezeigt. Am 1. Januar 2020 wurde Filmmaterial der Serie in einem Video mit Originalinhalten von Disney+ veröffentlicht, das im Laufe des Jahres erscheinen soll. Der offizielle Trailer wurde am 24. Juni 2020 veröffentlicht.

## Episoden

### Staffel 1 (2020)
| Nr. | Deutscher Titel | Originaltitel   | Erstausstrahlung | Deutschsprachige Erstausstrahlung (D) |
| --- | --------------- | --------------- | ---------------- | ------------------------------------- |
| 1 | Stichtag        | Due Date        | 17. Juli 2020    | 6. Nov. 2020                          |
| Scooter lädt unter Zeitdruck die Videos für die neueste Muppets-Show hoch, während er Nachrichten von seinen Kollegen erhält. - Lifesty(le) mit Miss Piggy – Miss Piggy diskutiert mit Onkel Tödlich, Taye Diggs, Janice, Rosie dem Schaf und Linda Cardellini über ihren persönlichen Stil. - Muppet Meister – Walter entdeckt Kermits verborgenes Talent für Photobombing. - Økėÿ Døkęÿ Køchen – Der schwedische Koch und Carlina Will treten gegeneinander an, um das beste Curry zu kochen. - Willkommen bei Und jetzt: Die Muppets – Kermit versucht RuPaul zu interviewen, wird aber ständig von den anderen Muppets unterbrochen. Gaststars: Linda Cardellini, Taye Diggs, RuPaul und Carlina Will |                 |                 |                  |                                       |
| 2 | Ideenflut       | Fever Pitch     | 7. Aug. 2020     | 6. Nov. 2020                          |
| Scooter muss sich mit Fozzie herumschlagen, der ihn mit Werbesprüchen bombardiert, während er versucht, die Beiträge rechtzeitig online zu stellen. - Pepe's unglaubliche Spielshow – Pepe treibt Scooter mit seinen erfundenen Regeln in dieser ersten Folge in den Wahnsinn, unterstützt von Beauregard, Carol, Gonzo und seinen Hühnern. - Økėÿ Døkęÿ Køchen – Der schwedische Koch tritt gegen Danny Trejo an, um den besten Taco zu machen. - Muppet Labs Feldversuch – Dr. Bunsen-Honigtau experimentiert mit seinem neuen Hightech-Assistenten Beak-R und einem eifersüchtigen Beaker mit Schmelzen und Brennen. - Lifesty(le) mit Miss Piggy – Miss Piggy diskutiert mit Onkel Tödlich, Taye Diggs, Bobo dem Bären, Yolanda der Ratte, Bubba der Ratte, Camilla dem Huhn und Linda Cardellini über Gesundheit. Gaststars: Linda Cardellini, Taye Diggs und Danny Trejo              |                 |                 |                  |                                       |
| 3 | Ausgetestet     | Getting Testy   | 14. Aug. 2020    | 6. Nov. 2020                          |
| Scooter wird von Joe gezwungen, eine Testvorführung für die Segmente zu moderieren, und das Testpublikum entpuppt sich als Statler und Waldorf. - Økėÿ Døkęÿ Køchen – Der schwedische Koch hilft Roy Choi bei der Zubereitung einer Reisschüssel mit Kimchi. - Muppet Labs Feldversuch – Dr. Bunsen Honeydew und Beaker führen mit Hilfe eines Pizzaboten einige Experimente zum Thema Geschwindigkeit durch. - Lifesty(le) mit Miss Piggy – Miss Piggy bespricht ihre Beziehungen zu Onkel Tot, Taye Diggs, Kermit, Beaker, Brie dem Käse und Linda Cardellini. - Pepe's unglaubliche Spielshow – Pepe bleibt unberechenbar mit Miss Piggys und Big Mean Carls Hilfe. Gaststars: Linda Cardellini, Taye Diggs, Roy Choi, und Al Madrigal |                 |                 |                  |                                       |
| 4 | Schlafmodus     | Sleep Mode      | 21. Aug. 2020    | 6. Nov. 2020                          |
| Scooter bekommt Hilfe von Animal, um ihn wach zu halten, damit er die Videos hochladen kann, nachdem er die ganze Nacht durchgemacht hat. - Willkommen bei Und jetzt: Die Muppets – Miss Piggy versucht, Aubrey Plaza zu interviewen, ist aber zu sehr von ihrem Aussehen abgelenkt, so dass Onkel Deadly einspringt und sie ersetzt. - Muppet Labs Feldversuch – Dr. Bunsen-Honigtau, Beaker und ihr alter und einsamer Computer, der Beepalyzer, experimentieren mit Schallschwingungen. - Økėÿ Døkęÿ Køchen – Der schwedische Koch tritt gegen Giuseppe Losavio an, um die besten Spaghetti zu kochen. - Lifesty(le) mit Miss Piggy – Miss Piggy diskutiert mit Onkel Deadly, Taye Diggs, Miss Poogy, Elena, Pepe und Linda Cardellini über Selbstfürsorge. Gaststars: Linda Cardellini, Taye Diggs, Aubrey Plaza, und Giuseppe Losavio                                                  |                 |                 |                  |                                       |
| 5 | Der IT Faktor   | The I.T. Factor | 28. Aug. 2020    | 6. Nov. 2020                          |
| Scooter versucht, die verschiedenen technischen Schwierigkeiten beim Hochladen der Sketche zu überwinden. - Lifesty(le) mit Miss Piggy – Miss Piggy unterhält sich mit Onkel Deadly, Taye Diggs, dem schwedischen Koch, Foo-Foo, Beverly Plume, einem Hasen und Linda Cardellini über das Reisen. - Muppet Meister – Walter enthüllt Onkel Deadlys verborgenes Talent für den Bühnenkampf. - Pepe's unglaubliche Spielshow – Scooter versucht, alles unter Kontrolle zu halten, während Pepe eine schreiende Ziege, zwei Kakteen und den schwedischen Koch um Hilfe bittet. - Muppet Labs Feldversuch – Dr. Bunsen-Honigtau und Beaker experimentieren mit Druck. Gaststars: Linda Cardellini und Taye Diggs |                 |                 |                  |                                       |
| 6 | Sozialisiert    | Socialized      | 4. Sep. 2020     | 6. Nov. 2020                          |
| Robin macht Scooter zum Co-Moderator der Social-Media-Konten der Muppets, was bedeutet, dass er beim Hochladen von Videos mehrere Benachrichtigungen bearbeiten muss. - Muppet Labs Feldversuch – Dr. Bunsen Honeydew und Beaker experimentieren mit chemischen Reaktionen, während Joe sicherstellt, dass sie den gesetzlichen Vorschriften entsprechen. - Økėÿ Døkęÿ Køchen – Der schwedische Koch und Marina Michelson präsentieren ihre einzigartige Interpretation von Fleischbällchen. - Willkommen bei Und jetzt: Die Muppets – Fozzie versucht, Seth Rogen zu interviewen, während er auf ein paar freche Babys aufpasst. - Lifesty(le) mit Miss Piggy – Miss Piggy diskutiert mit Onkel Tödlich, Taye Diggs, Walter, Esther, Mary, der Kuh und Linda Cardellini darüber, wie man mit sich selbst umgeht. Gaststars: Linda Cardellini, Taye Diggs, Marina Michelson, und Seth Rogen |                 |                 |                  |                                       |

## Kritiken
Daniel Fienberg von The Hollywood Reporter fand, dass Muppets Now es schafft, einen Humor zu bieten, der auf ein All-Age-Publikum abzielt, und behauptete, dass die Serie es schafft, den Zustand der Unordnung einzufangen, der die Muppets durch ihre verschiedenen Segmente gedeihen lässt.
Judy Berman von Time behauptete, dass die Serie einen sehr effektiven Humor durch ihre Segmente bietet, während sie feststellte, dass, obwohl sie nicht so enthusiastisch und anspruchsvoll wie die Muppet Show ist, Muppets Now eine beruhigende Serie bleibt, die es schafft, die Muppets-Charaktere durch die Zeit hindurch passend zu halten.
Lucy Mangan von The Guardian bewertete Muppets Now mit 4 von 5 Sternen, hielt die Serie für die beste Arbeit der Muppets-Franchise seit der Muppet Show und lobte den Humor der verschiedenen Segmente.
Polly Conway von Common Sense Media bewertete die Serie mit 4 von 5 Sternen und erklärte: "Muppets Now ist eine familienfreundliche Show über die Muppets, die versuchen, ihre eigene Streaming-Serie auf die Beine zu stellen. Die Serie besteht aus verschiedenen Segmenten – wie Lifestyle mit Miss Piggy, einer Kochshow mit dem schwedischen Chefkoch und vielem mehr – und zeigt die Muppets-Crew bei ihren üblichen Streichen, aber mit einem modernen Twist. Wie viele andere Muppets-Serien ist auch diese etwas kantig, mit einigen sehr sanften Anspielungen (ein Muppet-Fan sagt zu RuPaul, er wolle ihn einfach nur "anfassen") und cartoonhafter Gewalt in Form von Slapstick und Stürzen. Die Serie ist schnell, leicht und unterhaltsam, und Familien, die Muppet-Fans sind, werden sich freuen, ihre Lieblingsbande von inzwischen medienerfahrenen Puppenfreunden wieder in Form gebracht zu sehen".
Kristen Lopez von IndieWire bewertete die Serie mit C+, fand verschiedene Segmente der Serie sehr unterhaltsam und lobte die Chemie zwischen den Muppets und den Gästen, stellte aber fest, dass die Serie nicht das volle Potenzial der Muppets ausschöpft.